# Ameonna

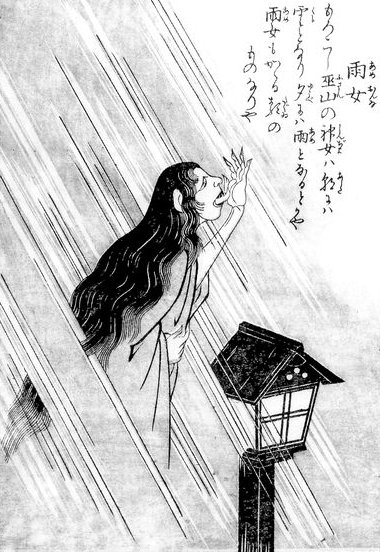
Illustration d'une ameonna par Toriyama Sekien tiré du Konjaku Gazu Zoku Hyakki.

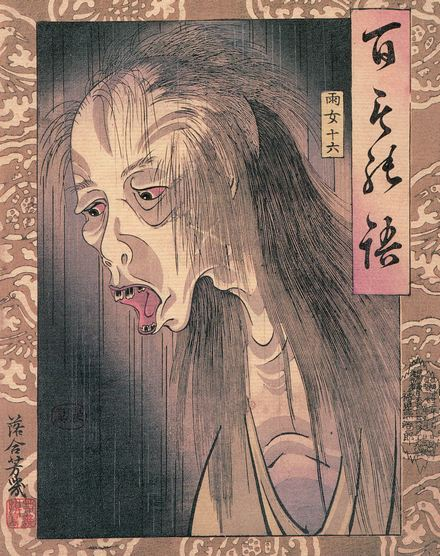
Hyakumonogatari Ameonna par Utagawa Yoshiiku vers 1890.

Ameonna, ou Ame-onna (雨女, ameon'na, litt. « femme de la pluie »), est un yōkai du folklore japonais. Il s'agit de l'esprit d'une femme apparaissant sous la pluie.

## Origine
La légende raconte que l’ameonna était une déesse du mont Wushan en Chine, qui était nuage le matin et pluie l'après-midi. En arrivant au Japon, elle est devenue un yōkai qui trouble la population. Les agriculteurs prient pour qu'elle apporte la pluie nécessaire aux cultures.